# Конкорд (Вісконсин)
Конкорд (англ. Concord) — місто (англ. town) в США, в окрузі Джефферсон штату Вісконсин. Населення — 1981 особа (2020).

## Демографія
Згідно з переписом 2010 року, у місті мешкали 2072 особи в 810 домогосподарствах у складі 613 родин. Було 848 помешкань
Расовий склад населення:
| - 97,3 % — білих - 0,4 % — чорних або афроамериканців - 0,3 % — азіатів - 0,2 % — корінних американців |

До двох чи більше рас належало 1,3 %. Частка іспаномовних становила 1,5 % від усіх жителів.
За віковим діапазоном населення розподілялося таким чином: 20,6 % — особи молодші 18 років, 63,7 % — особи у віці 18—64 років, 15,7 % — особи у віці 65 років та старші. Медіана віку мешканця становила 46,3 року. На 100 осіб жіночої статі у місті припадало 101,2 чоловіків;  на 100 жінок у віці від 18 років та старших — 101,3 чоловіків також старших 18 років.
Середній дохід на одне домашнє господарство  становив 80 786 доларів США (медіана — 68 810), а середній дохід на одну сім'ю — 90 761 долар (медіана — 80 461). Медіана доходів становила 58 021 долар для чоловіків та 34 375 доларів для жінок. За межею бідності перебувало 6,4 % осіб, у тому числі 0,6 % дітей у віці до 18 років та 7,1 % осіб у віці 65 років та старших.
Цивільне працевлаштоване населення становило 1116 осіб. Основні галузі зайнятості: виробництво — 21,6 %, освіта, охорона здоров'я та соціальна допомога — 19,8 %, роздрібна торгівля — 14,3 %, будівництво — 11,7 %.